# Pleurotus djamor
La seta rosa, ostra rosada, seta ostra rosa u ostra flamenco (Pleurotus djamor, syn. pag. salmoneostramineus) es un hongo agarical de la familia Pleurotaceae. Coloniza madera dañada o muerta y forma cuerpos fructíferos de color rosa, que son particularmente populares como hongos comestibles en el este de Asia.
Originalmente fue llamado Agaricus djamor por el botánico nacido en Alemania Georg Eberhard Rumphius y sancionado con ese nombre por Elias Magnus Fries en 1821. Fue conocido por muchos nombres diferentes antes de ser transferido al género Pleurotus por Karel Bernard Boedijn en 1959.

## Características

### Características macroscópicas
El hongo ostra rosa forma cuerpos fructíferos fabeliformes o en forma de abanico que crecen uno encima del otro y sobresalen de la corteza del árbol infestado. Los sombreros tienen forma de abanico, son convexos o planos, y alcanzan un tamaño de 20–50 × 30–70 mm (ancho × largo) y son de color rosa, o rosa-gris claro. Tienen una superficie seca que es aterciopelada o tomentosa al tacto. Los sombreros están unidos a un estípite común, solitario, que es de color blanco y tiene una superficie aterciopelada. Las laminillas amarillentas o rosáceas del hongo ostra rosa son decurrentes, y relativamente anchas, miden alrededor de 4–8 cm de largo y son muy juntas. Su esporada es de color beige o blanca. Las hifas de los hongos son inicialmente blancas pero adquieren un tono rosado con el tiempo o el estrés ambiental.

### Características microscópicas
Las esporas del hongo ostra rosa son lisas, cilíndricas y miden 6.0–9.0 × 1.5–3.0 µm . Su trama es dimítica, tiene queilocistidios, pero no pleurocistidios. Las hifas del hongo presentan fíbulas.

## Ecología
El sustrato natural del hongo ostra rosa es principalmente maderas duras como palmeras, árboles de caucho y bambú en los trópicos y subtrópicos, donde está muy extendido. Descompone la lignina de la madera y, por lo tanto, causa podredumbre blanca. Tiene temperaturas de crecimiento relativamente altas de 20–30 °C, así como requerimientos de un contenido de humedad relativa del sustrato de 95–100%.

## Distribución
La seta ostra rosa se encuentra en los trópicos y subtrópicos de América y Asia. Su área de distribución incluye América del Sur y América Latina, sudeste de Asia, Hawáii, Japón y las Antillas. En Perú, se ha identificado en la región de Madre de Dios.

## Sistemática
Se han descrito las siguientes variedades y formas del hongo ostra rosa:
| Variedad o forma              | Descripción inicial | Comentario                    |
| ----------------------------- | ------------------- | ----------------------------- |
| P. djamor f. calyptratus      | (2002)              | También Pleurotus calyptratus |
| P. djamor var. cyathiformis   | (1981)              |                               |
| P. djamor var. fuscopruinosus | (1981)              |                               |
| P. djamor var. fuscoroseus    | (1981)              |                               |
| P. djamor var. roseus         | (1981)              |                               |
| P. djamor var. terricola      | (1981)              |                               |

## Propiedades culinarias
Con su aroma que recuerda al tocino o al jamón de salmón, el hongo ostra rosa es un hongo comestible exquisito y se cultiva principalmente en Asia. El cultivo de este hongo tiene una larga tradición en Japón en particular, utilizando tocones de árboles y vigas de madera como sustratos. Los criaderos adecuados incluyen aserrín de haya roja, sauce, álamo o aliso.
Los hongos seta rosa son los más adecuados para preparaciones como saltear, hervir, asar o freír. Se pueden saltear solo o saltear con otras verduras, agregar a platos de pasta, espolvorear sobre la pizza, agregar a tazones de grano, saltear con huevos, hervir en sopas, sopas o guisos, o cocinar en risotto. También se pueden saltear y mezclar con salsas blancas a base de crema para darle más sabor. Debido a su textura carnosa, estos hongos requieren una cocción completa para desarrollar su sabor y una consistencia comestible. Los hongos seta rosa se combinan bien con el cilantro, el perejil, la menta, la albahaca, el ajo, el jengibre, la cebolla, el aceite de sésamo, la salsa de soja, el pimiento morrón, el repollo morado, el brócoli, el maíz tierno, los puerros, la quinoa, los fideos, el arroz y las patatas.